# Amanda Rogers

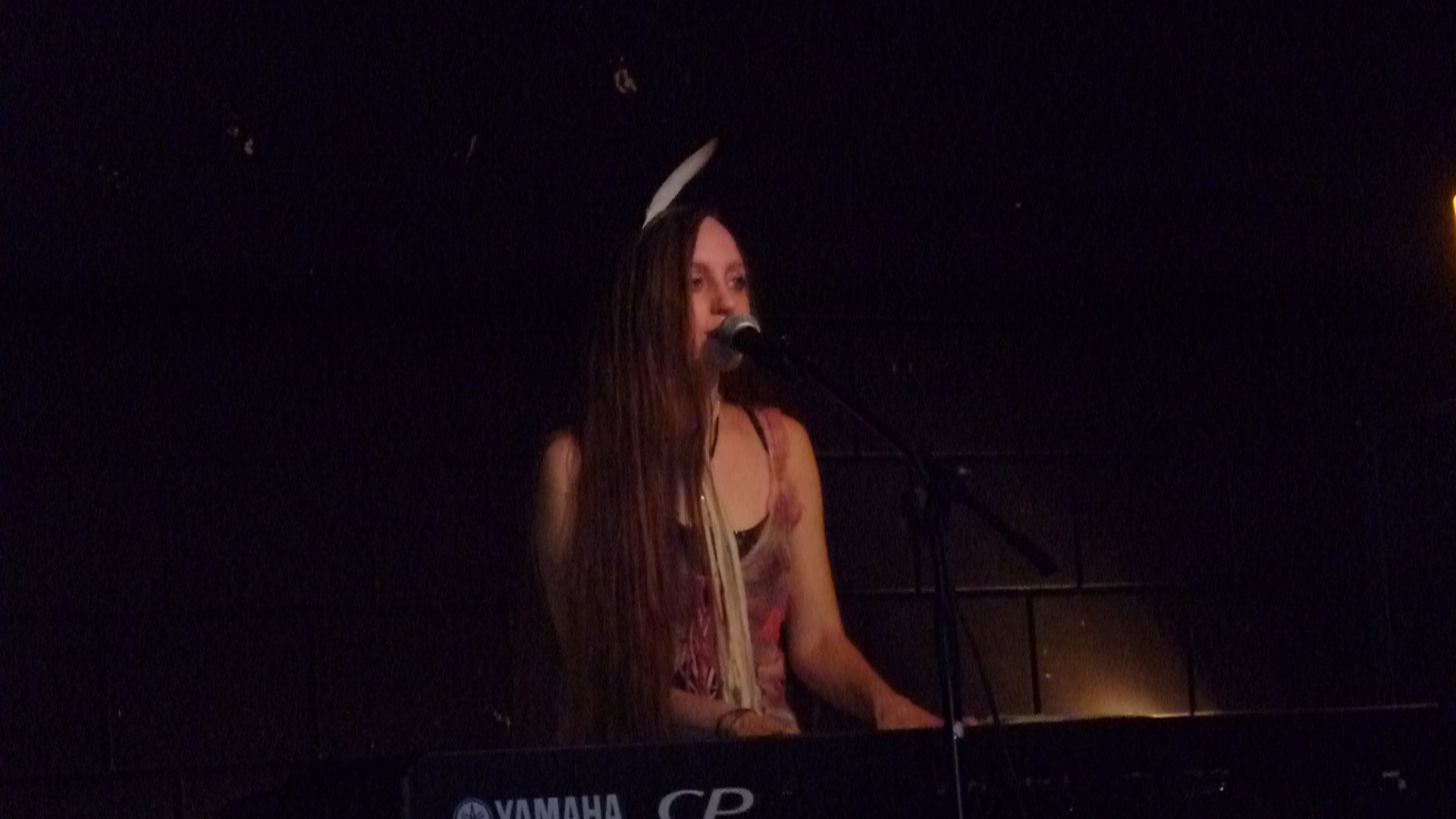
Amanda Rogers live im Jugendzentrum Saarlouis 2011

Amanda Rogers (* 2. Dezember 1982 in Syracuse, New York) ist eine US-amerikanische Sängerin und Pianistin.

## Leben
Amanda Rogers wuchs in Syracuse, New York auf und erhielt bereits im Alter von sechs Jahren eine klassische Klavierausbildung. Erste eigene Improvisationen entstanden zu jener Zeit. Etwas später entdeckt sie den Blues und den Pop. Im Teenager-Alter ließ sie sich von Tori Amos und Fiona Apple inspirieren. Ende der 1999er entstand das Album Here and Nowhere, das Pop mit Garage Rock verband. Kurz danach erschien die The Grant Sessions EP, die wesentlich düsterer wurde. Mit diesem Album konnte sie einen Plattenvertrag bei Immigrant Sun Records aus Brooklyn abschließen. Sie tourte danach im Vorprogramm von Hardcore-Punk- und Indierock-Bands wie Dashboard Confessional, Moneen, Murder by Death, Mates of State oder Sensefield. 2003 entstand das Album The Places You Dwell, das mehr in die Ambient-Richtung ging. Im darauffolgenden Jahr tourte sie das erste Mal in Europa, als Anheizer für Bats and Mice. Daily News erschien 2004 auf dem deutschen Label 2nd Records. Kurz darauf schließt sie sich der Band Jupiter Sunrise an und spielt unter anderem auf der Vans Warped Tour 2005.
2005 veröffentlichte sie die EP Something Borrowed, Something Blue. Es war die letzte Veröffentlichung für Immigrant Sun Records. Kurz darauf löste sich auch Jupiter Sunrise auf. Rogers ließ sich in Los Angeles, Kalifornien nieder und nahm dort das Album Heartwood auf, das am 8. August 2008 veröffentlicht wurde. Mit ihrem Lebensgefährten, dem Sänger und Gitarristen Mike Matta, gründete sie das Folk-Duo The Pleasants. Deren Debütalbum Forests and Fields wurde 2010 veröffentlicht.

## Engagement
Amanda Rogers ist Veganerin und unterstützt die Organisation PETA.

## Diskografie

### Alben
- 1999: Here and Nowhere (Eigenveröffentlichung)
- 2003: The Places You Dwell (Immigrant Sun Records)
- 2004: Daily News (2nd Rec)
- 2008: Heartwood (Expect Candy)
- 2012: Hope from the Forgotten Woods
- 2014: Wild
- 2017: Heavy Blue
- 2019: The Hallow
- 2020: Winter Butterfly

### Weitere Solo-Veröffentlichungen
- 2002: Grant Seesions EP (Eigenveröffentlichung)
- 2005: Something Borrowed, Something Blue (EP, Immigrant Sun Records)
- 2011: GreatApes. Unreleased Recordings from 1996–2006 (Kompilation, limitiert auf 100 Stück, Eigenveröffentlichung)

### Mitwirkungen
- 2010: The Pleasants: Forests and Fields (Make My Day Records)
- 2012: The Pleasants: Revolt